# Andrij Worobiej
Andrij Ołeksijowycz Worobiej, ukr. Андрій Олексійович Воробєй (ur. 29 listopada 1978 w Doniecku) – ukraiński piłkarz grający na pozycji napastnika, reprezentant Ukrainy.

## Kariera piłkarska

### Kariera klubowa
Wychowanek klubu Szachtar Donieck, w którym rozpoczął karierę piłkarską. Latem 2007 przeszedł do Dnipra Dniepropetrowsk. W 2009 został wypożyczony do Arsenału Kijów. Latem 2010 jako wolny agent podpisał kontrakt z Metalistem Charków. W lutym 2013 roku został wypożyczony do Heliosu Charków. Po zakończeniu rundy jesiennej sezonu 2013/14 postanowił zakończyć karierę piłkarską.

### Kariera reprezentacyjna
Debiut Anglia – Ukraina (31-05-2000). W reprezentacji Ukrainy od 2000 r. rozegrał 68 meczów i strzelił 9 goli. Wystąpił na Mistrzostwach Świata 2006.

## Sukcesy i odznaczenia

### Sukcesy klubowe
- mistrz Ukrainy: 2002, 2005, 2006
- wicemistrz Ukrainy (7x): 1998, 1999, 2000, 2001, 2003, 2004, 2007
- zdobywca Pucharu Ukrainy: 2001, 2002, 2004
- finalista Pucharu Ukrainy: 2003, 2007
- zdobywca Superpucharu Ukrainy: 2005
- finalista Superpucharu Ukrainy: 2004, 2006, 2007

### Sukcesy reprezentacyjne
- ćwierćfinalista Mistrzostw Świata: 2006

### Sukcesy indywidualne
- król strzelców Mistrzostw Ukrainy: 2000/01

### Odznaczenia
- tytuł Zasłużonego Mistrza Sportu Ukrainy: 2005[4]
- Order „Za odwagę” III klasy: 2006[5].